# 冰岛华人
冰岛华人是居住在冰岛的华人，不管其国籍为何。而国籍为冰岛的华人则称为华裔冰岛人。
据冰岛统计局的数字显示，在2017年底有689名冰岛居民的出生地为中国大陆、香港或台湾。据冰岛华人华侨协会的估计，在2017年底大约有600名华人（含来自或祖籍为中国大陆、香港、台湾）居住在冰岛。据中国商务部的信息，2020年时冰岛当地华人华侨约734人，主要集中在首都区。